# Маторин, Дмитрий Михайлович
Дмитрий Миха́йлович Мато́рин (27 мая (9 июня) 1911, Санкт-Петербург — 11 октября 2000) — советский борец классического стиля, заслуженный тренер РСФСР, судья всесоюзной категории, неоднократный чемпион и призёр первенств Ленинграда 1931—1936 гг., чемпион Сибири и Дальнего Востока 1946—1949 гг., популяризатор истории классической и вольной борьбы.

## Биография

### Семья и начальный период
Д. М. Маторин — потомок старинных дворянских родов Шишковых, Хвостовых и Римских-Корсаковых. Правнук Арсения Николаевича Хвостова (1787—1830), участника Отечественной войны 1812 года адъютанта по Санкт-Петербургскому ополчению Кутузова, Волконского и Сабанеева.
Д. М. Маторин родился в дворянской семье в Петербурге. Отец — Михаил Васильевич Маторин (1870—1926), правнук знаменитых русских литейщиков (самые известные из которых — отлившие Царь-колокол И. Ф. Моторин и его сын М. И. Моторин), служил управляющим финансовыми делами графа Бобринского, в Главном штабе Русской императорской армии, а с 1911 г. — в Царскосельском дворцовом Управлении бухгалтером. В 1917 г. М. В. Маторин предотвратил отправку царской казны за границу, сохранял её до установления советской власти, и затем сдал её в банк. Был организатором охраны дворцовых ансамблей. За эти заслуги получил от правительства почётную грамоту. Трудился в ГУБФО (губернском финансовом отделе). Мать — Зинаида Николаевна, ур. Хвостова (1874—1939), дочь тверского помещика, воспитывала семерых детей, после революции трудилась в Детском Селе в военном госпитале, воспитательницей в детском доме, а затем работала надомницей-швеёй на ленинградской фабрике «Большевичка». После ареста шестерых детей была выслана в Башкирию, где умерла в 1939 году.
В 1919—1927 гг. Д. М. Маторин обучался в Первой Единой Трудовой Детскосельской школе II ступени. Ещё во время обучения выступал в цирке в качестве гимнаста.
```
«
Много лет я занимался различными видами борьбы, был акробатом, гимнастом, легкоатлетом
» 
[
7
]
```

Жена — Татьяна Григорьевна Румянцева (1909—1976), учительница 32 школы, мастер спорта, член сборной команды Ленинграда по лёгкой атлетике. Отбывала 5 лет ссылки в Стерлитамаке, Башкирия.
Сын — Румянцев Вячеслав Михайлович (р. 1937)
Жена — Кравченко Людмила Алексеевна (1912—1999)

### Профессиональная карьера
Окончил школу мастеров спорта (присвоено звание мастер спорта в 1934 г.). Тренировался под руководством ведущего тренера Ленинграда 1930-х гг. Михаила Басова, затем у Ялмара Кокко. Член сборной команды Ленинграда с 1930 г. Выступал в лёгком весе.
Работал старшим преподавателем физ.подготовки и инструктором в 1-м Ленинградском авиационном техникуме Гражданского Воздушного Флота (1932—1937). В 1936 г. организовал семидневный лыжный пробег Ленинград—Москва, посвящённый IX съезду ВЛКСМ.
Неоднократный чемпион и призёр первенств города 1931—1936 гг., чемпион Сибири и Дальнего Востока 1946—1949 гг.
Председатель краевой руководящей секции по тяжёлой атлетике при Алтайском Краевом Комитете по делам физкультуры и спорта (с 1946).
Основатель школы классической борьбы в Алтайском (Барнаул) (1946—1949) и Красноярском (Канск) краях (1951—1954).
Старший тренер ЛОС ДСО «Труд» и «Трудовые резервы» по классической борьбе (1956—1971).
Судья Всесоюзной категории (1963).
Заслуженный тренер РСФСР (1964).
Постоянный член Президиума Федерации классической борьбы Ленинграда (1956—1977).
Председатель совета ветеранов Федерации греко-римской борьбы Санкт-Петербурга (до 1996).
На пенсии (с 1973) продолжал трудиться мастером спортивных сооружений, в кабинете ЛФК в Государственном институте физической культуры имени П. Ф. Лесгафта.
Похоронен на Казанском кладбище в Пушкине.

### Период репрессий
Арестован 7 февраля 1937 г. за связь с братом Николаем Михайловичем Маториным, видным советским этнографом, первым директором Института антропологии и этнографии СССР (ИАЭ), обвинённым в троцкистском терроре.
Более года провёл в Шпалерной тюрьме, затем был помещён в «Кресты», в том числе сидел в одиночной камере. 16 марта 1938 г. особым совещанием НКВД СССР осуждён к 5 годам исправительно-трудовых лагерей как социально-опасный элемент. В апреле 1938 года в Шпалерке встретился со своими старшими братьями, также осуждёнными по 58 статье — педагогом Михаилом Михайловичем (1909—1984) и агрономом Романом Михайловичем (1906—1995).
Более года отбывал во Владивостокском пересыльном лагере в инженерной бригаде, в которой работали также архитектор из Краснодара Алексей Муравьёв, Н. Н. Аматов — крупнейший специалист по авиаприборостроению, скульптор-монументалист Ф. Г. Блюм (Квятковский), театральный художник Б. В. Щуко (сын архитектора). Дружеские отношения связывали Маторина с учёными-физиологами Е. М. Крепсом и Василием Лаврентьевичем Меркуловым (1908—1980), с поэтом О. Э. Мандельштамом.
Три года работал на одном из золотых приисков («Стахановец») Западного горнопромышленного управления (ГПУ) «Дальстроя». По окончании срока наказания 19 августа 1944 г. был освобождён из Севвостлага только 11 января 1945 г., после чего работал по вольному найму в системе «Дальстроя»: налаживал физкультурную работу в Сусумане, работал тренером по самбо и старшим инспектором оборонно-спортивного отдела совета «Динамо» (Магадан). Был старостой культбригады (Магадан), в которую были привлечены также режиссёр Л. В. Варпаховский, актёры Ю. Э. Кольцов, Г. С. Жжёнов.
В 1946 г. переехал в Барнаул, где воссоединился с семьёй: отбывшей 5-летний срок ссылки женой Румянцевой Т. Г. и сыном Румянцевым В. М. 27 августа 1949 г. арестован повторно, после чего выслан в Красноярский край на лесоповал (пос. Тюхтет), затем вызван в Красноярский краевой комитет «Динамо», где работал тренером и старшим инструктором физкультуры. В 1952 г. переведён в Канск на Гидролизный завод.
6 июля 1954 г. освобождён из ссылки со снятием судимости и отправлен в Ленинград.
Полностью реабилитирован в 1956 г.
Автор воспоминаний «Моя Одиссея», впервые опубликованных Б. Каменским в 1988—1989 гг. и неоднократно цитированных П. Нерлером в книгах о Мандельштаме.
```
«Тренировался в камере, «качал» силу, старался поддерживать физическое состояние, а значит и моральное. Я хорошо запомнил слова отца, которые он любил повторять нам в детстве: „Деньги потерял — ничего не потерял, друга потерял — многое потерял, дух потерял — все потерял“» (из главы «Шпалерка»)
 
[
21
]
.
```

```
 
«Когда приносили воду, то ставили ее у конторы. Вокруг собирались изможденные жарой люди, но пить никому не разрешали. Как-то один из заключенных не выдержал, бросился к ведру, стал жадно глотать воду. Его оттащили. Я поспешил ему на помощь и, спасая от охранников, втащил в коридор конторы. Он был чуть выше среднего роста, в каком-то френчике, худой, с воспаленными глазами. Пытался поцеловать мне руку. Я понял, что у этого несчастного человека психическое расстройство. И только потом узнал, что это — Осип Мандельштам. Так мы познакомились. Он звал меня Митей. Говорил: «Приедешь ко мне, я тебе свои книги подарю». Помню, позвал меня как-то: „Послушай мои стихи, Митя! Река Яуза, берега кляузны...“»
 
(из главы «Транзитка»)
 
[
22
]
.
```

## Наследие
Подготовил более 50-ти мастеров спорта СССР, в том числе: в Ленинграде — 51 мастера спорта, в Сибири — 8 мастера спорта. Основатель классической борьбы в городах Барнауле (1946—1949) и Канске (1951—1954).
Среди воспитанников чемпионы и призёры первенств СССР: Александр Ильиных, Юрий Сапожников, Валентин Пермяков, Михаил Туктаров, Виктор Бояринцев, Василий Баканач, Владимир Курносенко, Ян Серман (Сибирь), Виктор Громов, Анатолий Иванов, Александр Дановский, Михаил Борейко, М. Рощупкин, В. Грохов, В. И. Варшавский, Г. Б. Альтшуллер, Ю. Маркаров, С. Кулаков, В. Ф. Шариков (Ленинград).
Автор книги «Наследие. История классической (греко-римской) и вольной борьбы в Санкт-Петербурге (Петрограде-Ленинграде). 1885—1985», включающей исторический очерк и более 80 уникальных фотографий.
В книге содержатся сведения о 120 персоналиях, в том числе о выдающихся борцах, стоявших у истоков отечественной школы: В. Ф. Краевском, В. А. Пытлясинском, графе Г. И. Рибопьере, Г. Гаккеншмидте и др.